# 嶋田翔平
嶋田 翔平（しまだ しょうへい、1982年1月6日 - ）は、日本の俳優、声優。沖縄県糸満市武富、浦添市出身。青年座所属。

## 経歴
母は純沖縄人、父は沖縄在住の航空会社のパイロット。
18歳まで沖縄県糸満市武富で過ごし、その後は浦添市で育つ。
成蹊大学中退。
勝田声優学院(19期)、舞台芸術学院(ミュージカル部17期)、青年座研究所(31期)を経て。2007年4月1日青年座へ入団。

## 出演作品

### テレビアニメ
- ピンポン THE ANIMATION（山田）
- 機動戦士ガンダムUC RE:0096（連邦兵）

### 吹き替え

#### 映画
- アーサー・クリスマスの大冒険
- 奇人たちの晩餐会 USA
- くもりときどきミートボール2 フード・アニマル誕生の秘密（マキャラハン）
- glee/グリー（マット・ラザフォード、ジェイコブ・ベン・イズラエル）
- 三銃士/王妃の首飾りとダ・ヴィンチの飛行船
- デンジャラス・バディ
- パラノーマル・アクティビティ/呪いの印（ヘクター）
- 47RONIN（旗本）

#### アニメ
- おさるのジョージ（サム）
- ちいさなプリンセス ソフィア（ファーレイ）
- モンスターズ・パーティ（スコット・スクイブルス）
- モンスターズ・ユニバーシティ（スコット・スクイブルス）

### OVA
- 機動戦士ガンダムUC

### 劇場版アニメ
- コクリコ坂から

### ドラマCD
- ニンジャスレイヤー キョート・ヘル・オン・アース【上】特装版付属オーディオドラマ（バズキル[4]）

### 舞台

#### 青年座公演
2013年
- 『LOVE, LOVE, LOVE』青年座劇場（ヘンリー）
- 『崩れゆくセールスマン』青年座劇場（松岡良太）

2012年
- 『ブンナよ、木からおりてこい』新国立劇場 小劇場（若蛙）

2010年
- 『第三の証言』青年座劇場（警官）

2009年
- 『千里眼の女』紀伊國屋ホール（新聞記者B）

#### 外部出演
2013年
- 『テロリストは山手線に乗る』青年座劇場

2012年
- 『死んでたまるか!』青年座劇場

2009年
- 『3on3 Part2〜喫茶店で起こる三つの物語』青年座劇場